# トム・ボズリ
トム・ボズリ（Tom Bosley、1927年10月1日 - 2010年10月19日）は、アメリカ合衆国イリノイ州シカゴ生まれの俳優。日本ではトム・ボスレーと表記されることもある。

## 来歴
1927年に生まれる。シカゴの大学で演技を学び、在学中に戯曲『わが町』で俳優デビュー。その後、ニューヨークへ渡りブロードウェイデビューを果たす。1959年にロングラン作品の『Fiorello!』への出演で人気を博す。なお、同作品でボズリはトニー賞に輝いている。
1963年にナタリー・ウッドとスティーヴ・マックイーン主演の『マンハッタン物語』で映画デビュー。その後もいくつかの映画の脇役として出演するが、彼の名前が知られ始めたのは、シチュエーションコメディシリーズの『Happy Days』のハワード・カニングハム役。この役で人気を不動のものにする。他の代表作品として知られるのは、日本でもかつてNHKで放映されたミステリー・ドラマ『名探偵ダウリング神父』の主人公、ダウリング神父役。このドラマではトレイシー・ネルソン演じるシスターであるステファニーと共に多くの事件を解決していく神父をユーモラスに演じている。ミステリー系のドラマでは、他に『ジェシカおばさんの事件簿』にも顔を出している。声優としていくつかのアニメーションの声も担当している。
『ハッピーデイズ』においては1978年のエミー賞にノミネートされた。
80歳を過ぎてからもコンスタントに映画、テレビドラマで活躍していた。
2010年10月19日、カリフォルニア州の病院で心不全のため死去。83歳没。肺がんで闘病生活を送っていた。

## 主な出演作品

### 映画
| 公開年 | 邦題 原題                                                             | 役名                           | 備考       |
| ------ | --------------------------------------------------------------------- | ------------------------------ | ---------- |
| 1963   | マンハッタン物語 Love with the Proper Stranger                        | アンソニー・コロンボ           |            |
| 1964   | マリアンの友だち The World of Henry Orient                            | フランク・ボイド               |            |
| 1968   | 脱走大作戦 The Secret War of Harry Frigg                              | ロスコー・ペニーパッカー准将   |            |
| 1968   | 合併結婚 Yours, Mine and Ours                                         | 医者                           |            |
| 1970   | 金庫破り A Step Out of Line                                           | ジャック                       | テレビ映画 |
| 1970   | 大統領のスキャンダル Vanished                                         | ジョニー・カヴァナー           | テレビ映画 |
| 1973   | 34丁目の奇跡 Miracle on 34th Street                                   | ハーパー判事                   | テレビ映画 |
| 1974   | 恋のプレゼント The Girl Who Came Gift-Wrapped                         | ハロルド                       | テレビ映画 |
| 1974   | 子育て天使 Mixed Company                                              | アル                           |            |
| 1974   | 死の航海 Death Cruise                                                 | デヴィッド・メイソン           | テレビ映画 |
| 1975   | アメリカを震撼させた夜 The Night That Panicked America                | ノーマン・スミス               | テレビ映画 |
| 1976   | ガス Gus                                                              | スピナー                       |            |
| 1976   | ラブボート/恋の豪華客船 The Love Boat                                 | ジョージ                       | テレビ映画 |
| 1977   | 医師ジョナサン Testimony of Two Men                                   | ルイス・ヘドラー               | テレビ映画 |
| 1977   | マイ・ベビー Black Market Baby                                        | アンドリュー・ブラントフォード | テレビ映画 |
| 1979   | 惨事!ビル大火災 The Triangle Factory Fire Scandal                     | モリス・フェルドマン           | テレビ映画 |
| 1979   | 自由と愛の大地 The Rebels                                             | ベンジャミン・フランクリン     | テレビ映画 |
| 1982   | ジョディ・フォスターのママはゴースト O'Hara's Wife                    | フレッド・オハラ               |            |
| 1984   | 黒い弾丸/オーエンス物語 The Jesse Owens Story                         | ジミー・ホッファ               | テレビ映画 |
| 1986   | 新・弁護士ペリー・メイスン Perry Mason: The Case of the Notorious Nun | クリス・デロング神父           | テレビ映画 |
| 1987   | おかしなおかしなおかしな成金大作戦 Million Dollar Mystery             | シドニー・プレストン           |            |
| 1987   | ピノキオ 新しい冒険 Pinocchio and the Emperor of the Night            | ゼペット                       | アニメ映画 |
| 1989   | おばあちゃんは魔女 Wicked Stepmother                                  | マッキントッシュ警部補         |            |
| 1989   | ファイヤー・アンド・レイン/運命のデルタ航空191便 Fire and Rain        | ダリル・プライス               | テレビ映画 |
| 2005   | レジェンド・オブ・タイタンズ The Fallen Ones                          | エリ・シュミット               | テレビ映画 |
| 2005   | ポップスター Popstar                                                  | ハーヴィー                     |            |
| 2010   | カレには言えない私のケイカク The Back-up Plan                         | アーサー                       |            |

### テレビシリーズ
| 放映年    | 邦題 原題                                       | 役名                     | 備考                  |
| --------- | ----------------------------------------------- | ------------------------ | --------------------- |
| 1966      | ジェリコ 閉ざされた街 Jericho                   | ヴァンダークック         | 1エピソード           |
| 11968     | FBIアメリカ連邦警察 The F.B.I                   | ジョン・クラントン       | 1エピソード           |
| 11968     | それ行けスマート Get Smart                      | エミール・フラカス       | 1エピソード           |
| 1968,1969 | ボナンザ Bonanza                                |                          | 異なる役で2エピソード |
| 1969,1971 | 四次元への招待 Night Gallery                    |                          | 異なる役で2エピソード |
| 1969-1970 | The Debbie Reynolds Show                        | ボブ・ランダース         | 18エピソード          |
| 11971     | 奥さまは魔女 Bewitched                          | フレディ                 | 1エピソード           |
| 11971     | スパイ大作戦 Mission Impossible                 | ヘンリー                 | 1エピソード           |
| 1972      | The Sandy Duncan Show                           | バート・クイン           | 11エピソード          |
| 1975      | 事件記者コルチャック Kolchak: The Night Stalker | ジャック・フラハティ     | 1エピソード           |
| 1974-1984 | ハッピー・デイズ Happy Days                     | ハワード・カニンガム     | 255エピソード         |
| 1982-1987 | The Love Boat                                   |                          | 5エピソード           |
| 1984-1988 | ジェシカおばさんの事件簿 Murder, She Wrote      | エイモス・タッパー保安官 | 19 エピソード         |
| 1987-1991 | 名探偵ダウリング神父 Father Dowling Mysteries   | ダウリング神父           | 42エピソード          |
| 2000      | 炎のテキサス・レンジャー Walker, Texas Ranger   | 司祭                     | 2エピソード           |
| 2001      | ER緊急救命室 ER                                 | ウォルター・ニコライデス | 2エピソード           |
| 2005      | One Tree Hill                                   | メル・マクファデン       | 1エピソード           |
| 2006      | ザット'70sショー That '70s Show                 | ハモンド博士             | 1エピソード           |

### テレビアニメ
- ラグラッツ Rugrats (1993)
- フィリックス Felix the Cat Saves Christmas (2004)
- ゼペット爺さんの秘密 Geppetto's Secret (2005)
- ファミリー・ガイ Family Guy (2005)